# Gorna Lešnica
Gorna Lešnica (makedonsky: Горна Лешница, albánsky: Leshnica e Epërme) je vesnice v Severní Makedonii. Nachází se v opštině Želino v Položském regionu.

## Geografie
Gorna Lešnica leží v oblasti Položská kotlina, na úpatí hory Suva Gora. Sousedí s vesnicemi Dolna Lešnica, Larce a Dobarce.

## Historie
Podle záznamů Vasila Kančova z roku 1900 zde žilo 190 muslimských Albánců.
Podle ruského publicisty Afanasije Seliševa zde v roce 1929 stálo 26 domů a žilo zde 290 albánských obyvatel.

## Demografie
Podle sčítání lidu z roku 2021 žije ve vesnici 114 obyvatel. Etnické skupiny jsou:
- Albánci – 104
- ostatní – 10